# Proyecto hidroeléctrico Achibueno
El proyecto hidroeléctrico Achibueno fue un proyecto presentado por la empresa Centinela Limitada en marzo de 2009 en Chile. Este tenía como objetivo la instalación de dos centrales hidroeléctricas de pasada, llamadas El Castillo y Centinela. Se pretendía ubicar en Altos de Achibueno, un santuario de la naturaleza localizado aproximadamente a 20 km hacia el sureste de Linares, Región del Maule.

## Orígenes
El Proyecto Hidroeléctrico Achibueno surgió en enero de 2011, cuando el Estudio de Impacto Ambiental (EIA) de la empresa fue aprobado por la Comisión Regional del Medio Ambiente (COREMA) del Maule. La empresa a cargo de la construcción de las dos centrales hidroeléctricas fue Centinela Limitada. Mientras la compañía aseguraba que este proyecto sería un aporte para las comunidades locales y del país, permitiendo enfrentar los desafíos energéticos de Chile de manera sustentable, las comunidades locales comenzaron prontamente a movilizarse en contra de la instalación de ambas centrales, debido a su impacto para la biodiversidad de la zona.
Luego de que en octubre de 2011 la Tercera Sala de la Corte Suprema diera luz verde al proyecto, en mayo de 2012 el Movimiento Salvemos Achibueno presentó un documento firmado por la ingeniera jefa del Departamento de Conservación y Protección de Recursos Hídricos de la Dirección General de Aguas (DGA), de ese entonces, Mónica Musalen, el cual estipulaba una serie de detalles técnicos que complejizaban la aprobación del proyecto. Sin embargo, esto no ocurrió y derivó en una serie de reuniones entre autoridades y vecinos de Linares, quienes incluso se tomaron la Gobernación de la ciudad para ejercer presión.
En 2015 el proyecto se paralizó por problemas con los terrenos que iban a ser ocupados para la construcción de las ambas centrales. Finalmente, en 2018, tras 9 años de discusión entre expertos, autoridades, vecinos y ambientalistas, la empresa retiró definitivamente el proyecto del Sistema de Evaluación de Impacto Ambiental (SEIA), lo que llevó a su cancelación. Un análisis posterior realizado por Movimiento Defensa Achibueno concluyó que Centinela S.A. desistió del proyecto porque dejó de ser rentable.

## Características
La planificación de la empresa consistía en la construcción de dos centrales hidroeléctricas en el Santuario de la Naturaleza Cajón del Río Achibueno, a 20 km hacia el sureste de la ciudad de Linares, Región del Maule. Estas centrales, en conjunto, producirían un potencial total de 135 MW, las que estarían unidas por un sistema de interconexión eléctrica construido por una línea eléctrica y dos subestaciones (una por cada central).

## Impacto en la comunidad
El Movimiento Salvemos el Achibueno, junto a la Municipalidad de Linares y la ciudadanía, lideró la causa por el rechazo hacia la iniciativa y las negociaciones con Centinela S.A. Los principales reclamos apuntaban a que los informes que había presentado la empresa a cargo no indicaban en su totalidad los efectos que causaría la construcción de las hidroeléctricas en el Río Achibueno. Según los movimientos medioambientales que lideraron la causa, faltaban antecedentes sobre la biota acuática y los usos antrópicos del río. Además, estas centrales iban a ser instaladas en una zona de alto valor de conservación, lo que afectaría al turismo.